# پل شاه عباسی
پل شاه عباسی هراز در استان مازندران قرار دارد. بقایای این پل در جاده هراز، بعد از پلور و در دره‌ای تنگ و کوهستانی، بر روی رودخانه هراز واقع گردیده و بنای آن مربوط به شاه عباس صفوی است که در دوره‌های بعد چندین بار مرمت شده و در دوره اخیر بجز بقایای اندکی از پایه‌های کناری، بقیه از بین رفته است. این پل حداقل تا اواخر دوره قاجار مورد استفاده بوده است. راه کاروان رو قدیمی تهران – آمل در دوره صفوی و قاجاریه از این دره می‌گذشته است. امروزه با احداث تونل بزرگی، جاده از کنار دره، علاوه بر بقایای پل قدیمی، نقش برجسته بزرگ ناصر الدین شاه و همراهان وی به نام شکل شاه وجود دارد. این پل در زمان آبادانس دارای یک دهانه به عرض حدود ۱۳ متر و عرض رویه نزدیک به ۳ متر بوده است. پل از سنگ‌های برش خورده ساخته شده و رویه آن از سطح معمولس آب حدود ۱۵ متر ارتفاع داشته است.